# Carl Bogislav von Ramin

Wappen derer von Ramin

Carl Ernst Bogislav von Ramin (* 12. Oktober 1716; † 9. September 1788) war ein preußischer Landrat. Er stand von 1767 bis 1777 dem Randowschen Kreis in Pommern vor.

## Leben
Er stammte aus der uradligen pommerschen Familie Ramin. Sein Vater Jürgen Bernd von Ramin (* 1693; † 1775) war Landrat des Randowschen Kreises und Erbherr auf Stolzenburg, Daber und Ramin. Seine Mutter Elisabeth Eleonore (* 1698; † 1727) war ebenfalls eine geborene von Ramin. Sein älterer Bruder Christian Friedrich von Ramin (* 1714; † 1761) wurde Vizepräsident der Pommerschen Regierung in Stettin.
Carl Bogislav von Ramin diente von etwa 1736 bis 1746 in der preußischen Armee. Danach wurde er Schlosshauptmann in Schwedt/Oder. Er war verheiratet mit Johanna Luise v.Rohr († 11. August 1766).
Im Jahre 1767 wurde Ramin als Nachfolger des verstorbenen George Wilhelm  von Sydow Landrat des Randowschen Kreises und erhielt damit das Amt, das sein Vater bis 1742 ausgeübt hatte. Ramin legte sein Amt im Jahre 1777 nieder, neuer Landrat wurde Carl von Massow.
Das Gut Sparrenfelde, das sein Vater im Jahre 1746 unter dem Vorbehalt des Wiederkaufs verkauft hatte, löste er im Jahre 1754 ein; im Jahre 1780 verkaufte er es wieder. Nach dem Tod seines Vaters erhielt er das Gut Daber.
Ramin hinterließ keine adulten Söhne, zwei Söhne starben jeweils in ihrem Geburtsjahr.  Das Gut Daber fiel danach gemäß einer vertraglichen Regelung nach seinem Tode zum lebenslangen Nießbrauch an seine beiden überlebenden Töchter, Margarethe Beate Luise, verehelichte v.Rohr, und Anna Caroline, verehelichte v.Plötz.